# Neotrigonia gemma
Neotrigonia gemma is een tweekleppigensoort uit de familie van de Trigoniidae. De wetenschappelijke naam van de soort is voor het eerst geldig gepubliceerd in 1924 door Tom Iredale.